# L'estraneo
(Il protagonista del racconto)
L'estraneo (The Outsider) è un racconto breve di Howard Phillips Lovecraft scritto nel 1921. Fu pubblicato sulla rivista Weird Tales nell'aprile del 1926.
L'estraneo è uno dei racconti più importanti di Lovecraft e quello dove è più evidente l'influenza di Edgar Allan Poe.

## Trama
Il narratore descrive in prima persona la sua vita miserabile e apparentemente solitaria, che sembra non aver mai preso contatto con un altro individuo. Il protagonista parla delle sue origini, spiegando di non ricordare alcun dettaglio della sua storia personale, compreso chi sia o da dove provenga. Egli vive da solo in un castello in rovina in mezzo a una foresta di alti alberi che bloccano la luce del Sole. Non ha mai visto la luce naturale, né un altro essere umano, e non si è mai avventurato al di fuori della sua dimora. L'unica conoscenza che ha del mondo esterno proviene dalla lettura dei "libri antichi" che rivestono le pareti del suo castello.
Il protagonista racconta la sua determinazione a liberarsi da ciò che considera un'esistenza all'interno di una prigione. Decide di salire una scala della torre del castello che sembra essere la sua unica via di fuga. Nel punto in cui le scale terminano in rovine sbriciolate, il narratore inizia una lunga, lenta scalata lungo il muro della torre, finché alla fine trova una botola nel soffitto, che lui solleva. Sorprendentemente, non si ritrova a una grande altezza, ma a livello del suolo in un altro mondo, con la Luna piena che brilla davanti a lui. Sopraffatto dall'emozione che prova nel contemplare ciò che - fino a ora - aveva solo letto, il protagonista assapora il nuovo ambiente. Si rende conto di trovarsi in un vecchio cimitero e vaga per la campagna prima di imbattersi in un altro castello.
Il protagonista vede un gruppo di persone festeggianti all'interno del castello, che egli trova familiare. Desiderando un contatto umano, il protagonista si arrampica attraverso una finestra ed entra nella sala. Al suo ingresso, la gente si spaventa all'improvviso. I festaioli terrorizzati gridano e fuggono disperatamente dalla stanza. Quando il protagonista si trova da solo nella stanza, si intimorisce domandandosi dove potrebbe essere la causa di tale reazione. Mentre si dirige verso una delle alcove della stanza, va incontro a un essere mostruoso e gli si avvicina lentamente:
Il protagonista perde l'equilibrio e tocca il mostro. Inorridito, corre dall'edificio e torna al passaggio per il suo castello, dove tenta senza successo di rientrare nel suo vecchio mondo. Scacciato dalla sua vecchia vita, il protagonista si ritrova costretto a vagare per sempre sulla Terra. Si scopre che non aveva fronteggiato una creatura mostruosa, ma si era visto per la prima volta riflesso su uno specchio.

## Eredità
Il racconto è stato adattato in due film: Castle Freak di Stuart Gordon nel 1995 e l'omonimo remake del 2020.